# Interglacial Günz-Mindel
L'interglacial Günz-Mindel, dit igualment Cromerià, fou un període temperat del Quaternari entre la glaciació de Günz i la glaciació de Mindel.
Durant aquest període interglacial, a la Terra hi hagué un clima temperat. Es va elevar el nivell dels mars i oceans i es van fondre bona part de les glaceres. Els estudis glaciològics més recents defineixen una durada de l'interglacial de 60.000 anys, entre fa 540.000 i 480.000 anys. A Amèrica del Nord, aquest període interglacial s'anomena Aftonià.
Penck i Brückner (1901–1909) van anomenar interglacial Günz-Mindel aquest període càlid entre glaciacions. Els dipòsits glacials (Plistocè) d'aquest període a Europa són extensos al nord i a les regions alpines.